# 4677 Хіросі
4677 Хіросі (4677 Hiroshi) — астероїд головного поясу, відкритий 26 вересня 1990 року.
Тіссеранів параметр щодо Юпітера — 3,184.